# Héctor Abad Gómez
Héctor Abad Gómez (Jericó, Antioquia, 1921 – Medellín, 25 de Agosto de 1987) foi um médico das ciências da saúde, um defensor dos ideais da democracia, escritor e defensor dos direitos humanos colombiano, que também se manifestou no campo social como sociólogo e antropólogo.

## Biografia
Fez os seus estudos secundários no Colégio General Santander, na cidade de Sevilha, Valle e os estudos de medicina na Universidade de Antioquia, onde se gradou em 1947. Foi mestre de Saúde Publica pela Universidade do Minnesota, Estados Unidos da América em 1948.
Depois disto desempenhou o cargo de Secretario e subsecretário da Saúde Publica na cidade de Antioquia, sendo depois oficial médico da Oficina Sanitária Pan-americana em Washington, Estados Unidos da América.
Entre 1954 e 1956 foi assessor da Organização Mundial da Saúde para o Peru, República Dominicana, México, Cuba, Haiti e também assessor dos Ministérios da Saúde da Indonésia e das Filipinas.
Dentro do campo da política foi deputado da Assembleia da cidade de Antioquia e representante da câmara. Foi também o fundador e primeiro director do jornal periódico estudantil denominado U-235 da cidade de Medellín, corria o ano de 1945.
Fundou o presidiu em 1965 o concelho para o "Futuro para la niñez" e foi igualmente o fundador da Universidade Autónoma Latino Americana da cidade de Medellín tendo-se esforçado para impedir que os recursos económicos não fossem desviados da Universidade apesar dos gastos militares. Foi um promotor dos estudos práticos e promoveu a criatividade dos seus alunos em detrimento do ensinamento baseado apenas nos estudos simples. 
Desde o início da sua carreira dedicou-se a educação para a saúde, e à prevenção primária entre os setores populares, tendo muitas das suas opiniões sobre o tema da saúde pública sendo incorporaras nos programas do governo.
Foi igualmente redator de muitos artigos para jornais e revistas periódicas, onde argumentava a favor do bom senso, à maneira de ser da democracia e da tolerância e da convivência pacífica. Ao mesmo tempo denunciava nos seus escritos muitos dos maus tratos e desaparecimentos dos seus compatriotas durante a ditadura. Morreu  assassinado com a idade de 66 anos e foi esposa de D. Cecília Faciolince de quem teve seis filhos.

## Obras
- Algunas consideraciones sobre salud pública en el departamento de Antioquia (1947).
- Nociones de salud pública (1969).
- Pasado, presente y futuro de la salud pública (1969).
- Visión del mundo (1970).
- Manual de poliatría: El proceso de los problemas colombianos (1971).
- Cartas desde Asia (1973).
- Caracterización del desarrollo científico en Colombia y su relación con la Salud Pública (1986).
- Relaciones profesores-estudiantes en la Facultad de Medicina de la Universidad de Antioquia (1986).
- Un programa de salud para Colombia (1986).
- Teoría práctica de la salud pública (1987).
- Currículo vitae: Héctor Abad Gómez (1987).
- Manual de tolerância (1988).